# Seneka Mlađi
Lucije Anej Seneka (lat. Lucius Annaeus Seneca, Córdoba, oko 4. pr. Kr. – Rim, 65.), poznat i kao Seneka Mlađi ili Seneka Filozof, bio je rimski filozof i književnik, glavni predstavnik modernoga, "novog stila", koji se u rimskoj književnosti razvio u vrijeme Neronove vladavine.
Seneka je rođen u Córdobi u Hispaniji, a odrastao je u Rimu, gdje je stekao obrazovanje iz retorike i filozofije. Otac mu je bio Seneka Stariji, stariji brat Lucije Junije Galion Anejan, a nećak pjesnik Lukan. Godine 41., za vladavine cara Klaudija, protjeran je na otok Korziku, ali mu je dopušteno da se vrati 49. godine i postane odgajatelj mladog Nerona. Kad je Neron postao car 54. godine, Seneka je postao njegov savjetnik i, zajedno s pretorijanskim prefektom Sekstom Afranijem Burom, osigurao je Rimu odgovornu i umerenu upravu tijekom prvih pet godina Neronove vladavine. Utjecaj Seneke na Nerona s vremenom je opadao i 65. godine Seneka je bio prisiljen oduzeti si život zbog navodnog sudioništva u Pizonovoj zavjeri u okviru koje se pripremao atentat na Nerona, premda je Seneka u toj stvari vjerojatno bio nevin. Njegovo stoičko i mirno držanje dok sebi oduzima život postalo je predmetom brojnih umjetničkih djela.
Kao književnik, Seneka je poznat po svojim filozofskim djelima i po dramama, koje su sve tragedije. Njegova prozna djela uključuju desetak eseja i 124 pisma koja se bave moralnim pitanjima. Ti spisi čine jedno od najvažnijih izvora primarne građe za antički stoicizam. Kao tragičar, najpoznatiji je po dramskim djelima kao što su Medeja, Tijest i Fedra. Senekin je utjecaj na kasnije generacije bio neizmjeran: tijekom renesanse smatrao se "mudracem kojem su se divili i štovali ga kao svojevrsno proročište za moralna pitanja, čak i za kršćanski odgoj, majstorom književnog stila i uzorom [dramske umjetnosti]".

## Životopis

### Obitelj i mladost
Seneka je rođen u Cordobi, u rimskoj provinciji Betici u Hispaniji. Otac mu je bio Lucije Anej Seneka Stariji, ratnik iz Hispanije koji je u Rimu postao poznat kao pisac i učitelj retorike u Rimu. Senekina majka, Helvija, bila je iz ugledne betičke obitelji. Seneka je bio drugi od trojice braće: ostali su bili Lucije Anej Novat (kasnije poznat kao Junije Galion) i Anej Mela, otac pjesnika Lukana. Američka povjesničarka Miriam Griffin u svojoj biografiji o Seneki kaže da su "podaci o Senekinom životu prije progonstva 41. godine tako oskudni, a potencijalna važnost tih godina, kako za društvenu povijest tako i za njegovu biografiju, toliko velik, da se malo onih koji su o Seneki pisali oduprlo iskušenju da činjenice pomiješa s maštom". Griffin također, na temelju antičkih izvora, zaključuje da je Seneka rođen 8, 4. ili 1. g. pr. Kr. Ona misli da se on rodio između 4. i 1. g. pr. Kr., a da je u Rimu živio od 5. godine nove ere.
Seneka nam govori da su ga u mladosti, vjerojatno kad je imao oko pet godina, odveli u Rim "u naručju" svoje tetke (polusestre njegove majke). Njegov je otac veći dio svog života proveo u Rimu. Seneka je podučavan uobičajenim predmetima književnosti, gramatike i retorike, kao dio standardnog obrazovanja Rimljana pripadnika viših društvenih slojeva. Još kao mlad dobio je filozofsku izobrazbu od stoičara Atala, te od Sotiona i Papirija Fabijana, od kojih su obojica pripadali kratkotrajnoj školi sekstijevaca, koja je kombinirala stoicizam s pitagorejstvom. Sotion je nagovorio Seneku kad je bio mladić (u ranim dvadesetim) da postane vegetarijanac, što je prakticirao otprilike godinu dana prije nego što ga je otac nagovorio da od toga odustane, jer je ta praksa bila povezana s "nekim stranim obredima". Seneka je tijekom života često imao poteškoće s disanjem, vjerojatno astmu, i čini se da je u nekom trenutku srednjih dvadesetih (oko 20. godine) obolio od tuberkuloze. Otputovao je u Egipat u dom svoje tetke (iste koja ga je dovela u Rim), čiji je suprug Gaj Galerije postao prefekt Egipta. Ona ga je njegovala dok je patio od lošeg zdravlja, što je trajalo oko deset godina. Godine 31. vratio se s tetkom u Rim, dok mu je ujak na putu izgubio život u brodolomu. Utjecaj njegove tetke pomogao je Seneki da bude izabran za kvestora (vjerojatno nakon 37. godine), što mu je također donijelo pravo da sjedi u Rimskom Senatu.

### Politika i progonstvo
Čini se da je Senekina rana senatorska karijera bila uspješna te da je bio hvaljen zbog svog govorničkog umijeća. Kasije Dion prenosi priču da je Kaligulu toliko uvrijedio Senekin govornički uspjeh u Senatu da mu je naredio da počini samoubojstvo. Seneka je sačuvao vlastiti život samo zato što je bio teško bolestan, pa je Kaliguli rečeno da će ionako uskoro umrijeti. U svojim spisima Seneka nema dobrih rijeći o Kaliguli i često ga prikazuje kao čudovište. Svoje vlastito preživljavanje objašnjava svojim strpljenjem i predanošću prijateljima: "Htio sam izbjeći dojam da sve što mogu učiniti da pokažem odanost jest da umrem".
Godine 41. Klaudije je postao car, a Seneku je nova carica Mesalina optužila za preljub s Julijom Livilom, sestrom Kaligule i Agripine. Neki povjesničari sumnjaju u tu aferu, budući da je Mesalina imala jasne političke motive da se riješi Julije Livile i njezinih pristaša. Senat je izrekao smrtnu kaznu Seneki, koju je Klaudije zamijenio progonstvom, pa je Seneka je sljedećih osam godina proveo na otoku Korzici. Dva najranija sačuvana Senekina djela potječu iz razdoblja njegova progonstva – dvije utjehe. U svojoj Utjesi majci Helviji, Seneka tješi Helviju kao majku koja je ožalošćena zbog sinovljevog odlaska u progonstvo. Seneka usput spominje smrt svojeg sina jedinca, do koje je došlo nekoliko tjedana prije progonstva. Kasnije se Seneka vjenčao mlađom ženom Pompejom Paulinom. Drugo Senekino djelo iz ovog razdoblja, njegova Utjeha Polibiju, jednom od Klaudijevih oslobođenika, bilo je usredotočeno na tješenje Polibija zbog smrti njegova brata. Ovaj je spis poznat po tome što se u njemu Seneka dodvorava Klaudiju, izražavajući nadu da će ga car opozvati iz progonstva. Godine 49. Agripina se udala za svog strica Klaudija i zahvaljujući njezinom utjecaju Seneka je pozvan natrag u Rim. Agripina je za Seneku isposlovala položaj pretora i postavila ga za odgojitelja svoga sina, budućeg cara Nerona.

### Carev savjetnik
Od 54. do 62. godine Seneka je djelovao kao Neronov savjetnik, zajedno s pretorijanskim prefektom Sekstom Afranijem Burom. Jedna od posljedica njegovoga novog položaja bila je i ta da je Seneka 56. g. imenovan za dopunskog konzula (consul suffectus). Senekin je utjecaj na cara bio naročito jak u prvoj godini. Seneka je sastavio Neronove pristupne govore u kojima je obećao vratiti Senatu njegove ovlasti i ispravnu pravnu proceduru. Također je sastavio i pogrebni hvalospjev (eulogiju) za Klaudija, koji je Neron održao na sprovodu svog prethodnika. Senekin satirični spis Apokolocintoza, koji ismijava deifikaciju Klaudijevu i hvali Nerona, datira iz najranijeg razdoblja Neronove vladavine. Godine 55. Seneka je napisao traktat O blagosti, nakon što je Neron dao ubiti Britanika, možda kako bi uvjerio građanstvo da je to ubojstvo kraj, a ne početak krvoprolića. Spis O blagosti, premda se dodvorava Neronu, imao je za cilj pokazati pravilan (stoički) put vrline koji jedan vladar treba slijediti. Tacit i Dion sugeriraju da je Neronova rana vladavina, tijekom koje je slušao Seneku i Bura, bila prilično kompetentna. Međutim, antički izvori sugeriraju da su s vremenom Seneka i Bur izgubili utjecaj na cara. Godine 59. nevoljko su se složili s Agrpininim ubojstvom, a nakon toga Tacit izvještava da je Seneka senatu morao napisati pismo u kojem se opravdava to ubojstvo.
Godine 58. senator Publije Suilije Ruf izvršio je niz javnih napada na Seneku. Ti napadi, o kojima izvještavaju Tacit i Kasije Dion, uključivali su optužbe da je u samo četiri godine u Neronovoj službi Seneka stekao veliko osobno bogatstvo od tristo milijuna sestercija naplaćujući velike kamate na zajmove u cijeloj Italiji i provincijama. Suilijevi napadi uključivali su tvrdnje o seksualnoj iskvarenosti, uz sugestiju da je Seneka spavao s Agripinom. Tacit pak izvještava da je Suilije gajio vrlo velike predrasude: bio je Klaudijev miljenik, bavio se pronevjerama i imao reputaciju doušnika. Kao odgovor Seneka je pokrenuo niz kaznenih postupaka zbog korupcije protiv Suilija, oduzeta mu je polovina imanja i poslan je u progonstvo. Međutim, napadi odražavaju kritiku Seneke koja je iznošena u to vrijeme i nastavila se i u kasnijim razdobljima. Seneka je nesumnjivo bio izuzetno bogat, imao je imanja u Bajama i Nomentu, vilu u Albi Longi i imanja u Egiptu. Kasije Dion čak izvještava da je Boudikinu pobunu u Britaniji izazvao Seneka, koji je nametnuo velike zajmove autohtonoj britanskoj aristokraciji nakon Klaudijeva osvajanja Britanije, a zatim naglo i agresivno zatražio njihovu otplatu. Seneka je bio osjetljiv na takve optužbe: njegov spis O sretnom životu (De vita beata) sastavljen je otprilike u to vrijeme i uključuje obranu bogatstva po stoičkoj liniji, tvrdeći da pravilno stjecanje i trošenje bogatstva predstavlja primjereno ponašanje jednog filozofa.

### Povlačenje iz javnog života
Nakon Burove smrti 62. godine, Senekin je utjecaj brzo opadao. Kako kaže Tacit, mors Burri infregit Senecae potentiam ("Burova je smrt slomila Senekinu moć"). Tacit izvještava da je Seneka dva puta pokušao otići u mirovinu, 62. i 64. godine, ali Neron ga je u oba navrata odbio. Ipak, Seneka je sve više bio odsutan s dvora. Usvojio je tihi način života na svojim seoskim imanjima, koncentrirajući se na studije i rijetko posjećujući Rim. Tijekom ovih posljednjih nekoliko godina napisao je dva svoja najveća djela: Prirodoslovne probleme (Naturales quaestiones), enciklopediju prirodnog svijeta, te Pisma Luciliju o moralu, koja dokumentiraju njegove filozofske misli.

### Smrt
Godine 65. Seneka se suočio s posljedicama Pizonove zavjere, čiji je cilj bilo ubojstvo Nerona. Iako je malo vjerojatno da je Seneka sudjelovao u zavjeri, Neron mu je naredio da počini samoubojstvo. Seneka je slijedio tradiciju rezanja vena kako bi iskrvario do smrti, a njegova supruga Pompeja Paulina pokušala je s njim podijeliti istu sudbinu. Kasije Dion, koji je želio naglasiti Neronovu neumoljivost, usredotočio se na to kako je Seneka prerezanih vena pisao svoja posljednja pisma i kako su vojnici požurivali njegovu smrt. Jednu generaciju nakon careva iz julijevsko-klaudijevske dinastije, Tacit je napisao izvještaj o Senekinom samoubojstvu, koji je, s obzirom na njegove republikanske simpatije, možda donekle romantiziran. Prema ovom izvještaju, Neron je naredio da se Senekinoj supruzi spasi život. Njene su rane bile podvezane i ona se više nije pokušavala ubiti. Što se tiče samog Seneke, njegova dob i prehrana bili su razlogom sporog gubitka krvi i produžene boli, a ne za brzu smrt. Uzeo je i otrov koji, međutim, nije bio koban. Nakon što je svoje posljednje riječi izdiktirao pisaru, okružen prijateljima koji su u njegovom domu prisustvovali činu, uronio je u toplu kupku za koju je očekivao da će ubrzati protok krvi i ublažiti mu bol. Tacit je napisao: "Odnesu ga zatim u toplo kupatilo, tu ga uguši para. Spaljen je bez ikakvih pogrebnih svečanosti. Tako je odredio u svojoj oporuci kad je, još kao bogat i moćan, pomišljao na svoj kraj". Ovaj opis može stvoriti dojam povoljnog portreta Seneke, ali Tacitovo skiciranje Senekine ličnosti u najboljem je slučaju dvosmisleno. Primjerice, pored Senekine očigledne čvrstine pred licem smrti, njegovo se postupanje može smatrati i prilično teatralnim i performativnim, a kad nam Tacit kaže da je Seneka svojoj obitelji ostavio imago suae vitae, tj. "sliku svog života", on je vjerojatno dvosmislen. U rimskoj kulturi imago je bio svojevrsna maska koja je komemorirala velike pretke plemićkih obitelji, ali istodobno, to može sugerirati i dvoličnost, površnost i pretvaranje.

## Filozofski rad
Kao "ključna filozofska ličnost rimskog carskog razdoblja", Seneka je svoj trajni filozofski doprinos dao školi stoicizma. Njegovi su spisi lako čitljivi i vrlo pristupačni široj publici i još od renesanse privlačili su pažnju pisaca poput Michela de Montaignea. Seneka je opisan kao "krupna i kontroverzna ličnost antike" i kao "najzanimljiviji stoik na svijetu".
Seneka je napisao veći broj djela o stoicizmu, uglavnom o etici i jedno djelo koje obrađuje fizički svijet: Prirodoslovni problemi (Naturales Quaestiones). Seneka se nadovezivao na spise mnogih ranijih stoika: često spominje Zenona, Kleanta i Hrizipa; često citira Posejdonija, s kojim je Seneka dijelio zanimanje za prirodne pojave. Često citira Epikura, posebno u svojim Pismima. Njegov interes za Epikura uglavnom je ograničen na to da ga koristi kao izvor etičkih maksima. Isto tako, Seneka pokazuje izvjesno zanimanje za platonističku metafiziku, ali nikada s osobitom predanošću. Njegovi moralni eseji temelje se na stoičkom učenju. Stoicizam je bio popularna filozofija u ovom razdoblju i mnogi su Rimljani više klase u njemu pronašli vodeći etički okvir za političko djelovanje. Nekada je bilo popularno smatrati Seneku vrlo eklektičnim stoičarem, ali moderna ga znanost smatra prilično ortodoksnim stoikom, iako slobodoumnim.
Njegova djela bave se i etičkom teorijom i praktičnim savjetima, a Seneka naglašava da su oba ova dijela različita, ali međusobno ovisna. Njegova Pisma Luciliju o moralu pokazuju Senekinu potragu za etičkim savršenstvom i "predstavljaju svojevrsnu filozofsku oporuku za kasnije generacije". Seneka filozofiju vidi kao melem za rane koje nanosi život. Destruktivne strasti, posebno bijes i tuga, moraju se iskorijeniti ili bar umjeriti sukladno razumu. Raspravlja o prednostima kako kontemplativnog tako i aktivnog života te smatra važnim suočiti se s vlastitom smrtnošću i biti sposoban suočiti se sa smrću. Čovjek mora biti spreman prakticirati siromaštvo i pravilno se koristiti bogatstvom, a piše o uslugama, milosti, važnosti prijateljstva i potrebi da se bude od koristi drugima. Svemirom najbolje upravlja racionalna providnost, i to se mora pomiriti s prihvaćanjem životnih nedaća.

## Dramsko stvaralaštvo
Seneki se pripisuje deset drama, od kojih je on najvjerojatnije napisao osam. Drame su u potpunoj suprotnosti s njegovim filozofskim djelima. Čini se da drame svojim intenzivnim osjećajima i sumornim tonom predstavljaju antitezu Senekinim stoičkim vjerovanjima. Do 16. stoljeća bilo je normalno razlikovati etičkog filozofa Seneku od dramatičara Seneke i smatrati ih dvama različitim osobama. Znanstvenici su pokušali uočiti određene stoičke teme: nekontrolirane strasti stvaraju ludilo, propadanje i samouništenje. Ovo ima i kozmički, ali i etički aspekt, a sudbina se ukazuje kao snažna, premda prilično opresivna sila.
Slijedeći ideje njemačkog učenjaka iz 19. stoljeća Friedricha Lea, mnogi su znanstvenici smatrali da su Senekine tragedije napisane samo za recitiranje. Drugi znanstvenici misle da su napisane za izvedbu i da je moguće da su doista i prikazane na pozornici tijekom Senekina života. U konačnici, ovo se pitanje ne može riješiti na temelju naših postojećih saznanja. Tragedije Seneke uspješno su prikazane na sceni u moderno doba.
Datiranje tragedija vrlo je problematično pitanje, budući da o tome nema podataka iz antike. Jedna parodija tužbalice iz Bijesnog Herkula (Herculesa furensa) pojavljuje se u Apokolocintozi, što znači da je ta tragedija napisana prije 54. godine. Predložena je relativna kronologija na temelju metričke analize, ali znanstvenici su i dalje podijeljeni oko tog pitanja. Tragedije nisu utemeljene na grčkom obrascu. Svaku tragediju čini pet činova i sve se u mnogočemu razlikuju od sačuvanih atičkih tragedija. Dok je utjecaj Euripida na neka od tih djela značajan, ništa manje nije očit ni utjecaj Vergilija i Ovidija.
Senekine drame bile su opsežno čitane na srednjovjekovnim i renesansnim europskim sveučilištima i snažno su utjecale na tragediju tog vremena, poput elizabetanske Engleske (William Shakespeare i drugi dramatičari), Francuske (Pierre Corneille i Jean Racine) i Nizozemske (Joost van den Vondel). Engleski prijevodi Senekinih tragedija pojavili su se u tisku sredinom 16. stoljeća, a svih deset komada objavljeno je zajedno 1581. godine. Smatraju ga izvorom i nadahnućem za ono što je poznato pod nazivom "Osvetnička tragedija", počevši od Španjolske tragedije Thomasa Kyda, pa sve do jakobinskog doba (početak 17. stoljeća). Tijest se smatra Senekinim remek-djelom, a američki književnik Dana Gioia opisao je tu tragediju kao "jednu od najutjecajnijih drama ikad napisanih". Vrlo je cijenjena i njegova Medeja, a zajedno s Fedrom hvalio ju je Thomas Stearns Eliot.

## Djela
Djela koja se pripisuju Seneki uključuju desetak filozofskih eseja, 124 pisma koja se bave moralnim pitanjima, devet tragedija i jednu satiru, čije autorstvo neki znanstvenici osporavaju. Senekino autorstvo Herkula na Eti također je upitno.

### Dijalozi
Deset Senekinih filozofskih spisa obuhvaćeno je zajedničkim nazivom Dijalozi (Dialogi, 10 spisa u 12 knjiga), koji je ipak netočan, jer nemaju svi spisi dijaloški oblik. Tri "dijaloga" su retorske utjehe (lat. consolationes) i nazvane su prema osobama kojima su upućene: O utjesi Marciji (Ad Marciam de consolatione), Utjeha Polibiju (Consolatio ad Polybium) i O utjesi majci Helviji (Ad Helviam matrem de consolatione). Predmeti ovih utjeha uzeti su iz stvarnog života, no to su ipak prije svega eseji u kojima se teorijski raspravlja o ljudskoj prirodi, o bolu i tugovanju, o "lijekovima" koje treba primijeniti da bi se čovjek utješio.
Ostalih sedam "dijaloga" su monografije o moralnim i filozofskim pitanjima: O providnosti (De providentia), O postojanosti mudraca (De constantia sapientis), O gnjevu (De ira, 3 knjige), nepotpuni spis O sretnom životu (De vita beata), ulomak O dokolici (De otio, gdje opravdava povlačenje stoičara iz javnih poslova), O spokojstvu duše (De tranquilitate animi) te O kratkoći života (De brevitate vitae).

### Druge monografije
Iz vremena kad je Seneka vršio dužnost Neronovog učitelja i savjetnika potječu velika djela O blagosti (De clementia, od 3 knjige nepotpuno su sačuvane dvije) i O dobročinstvima (De beneficiis, 7 knjiga). Oba su bila namijenjena Neronu, slavila su načelo prosvjećene monarhije i mladome su caru kazivala što od njega očekuje rimska aristokracija. Djelo O blagosti već svojim naslovom evocira poznatu "blagost Cezarovu" (clementia Caesaris), koju je kao programski izraz političkog stava naslijedio od Julija Cezara i Oktavijana Augusta. Seneka u ovom spisu ne raspravlja o ustavnoj legitimnosti principata, već se, uz mnogo komplimenata upućenih Neronu, bavi problemom dobrog vladara. Jedina stvarna snaga, prema njegovom mišljenju, bila je snaga koja se vodila stoičkom koncepcijom logosa (univerzalni razum). Stoga je blagost, a ne sažaljenje ili nemotivirana velikodušnost, razuman pristup koji jamči pristanak i odanost carevih podanika i osigurava stabilnost državnoga poretka.
U djelu O dobročinstvima teorija i filozofija još više izbijaju u prvi plan, ali teoriju o vršenju dobrih djela Seneka oživljava brojnim primjerima danim u obliku majstorski isnesenih anegdota. Spis obrađuje prirodu dobrih djela, zahvalnosti i nezahvalnosti te različite probleme vezane za pružanje i primanje dobročinstava. Time pruža značajan uvid u ponašanje ljudi, osobito u kontekstu stoičke etike, a daje i neke primjere herojskog požrtvovanja.

### Pisma o moralu
Zbirku od 124 Pisma Luciliju o moralu (Epistulae morales ad Lucilium) Seneka je napisao posljednjih godina života. To su kraći ili duži filozofski eseji s područja praktične etike i predstavljaju "najpotpuniji i književno najzreliji izraz" njegove stoičke filozofije: misli su izražene u kratkim, izbrušenim rečenicama, bogate duhovitim sentencijama, neočekivanim obratima, antitezama i poantama na kraju odjeljka. To nisu privatna pisma kao ona Ciceronova, već su pisana s namjerom da budu objavljena i dostupna širem čitateljstvu. 
U ovoj zbirci pismo često započinje promatranjem svakodnevnog života, a zatim prelazi na neko pitanje ili na princip apstrahiran iz tog promatranja. Tako čitava zbirka nalikuje dnevniku ili priručniku za filozofske meditacije. Pisma se usredotočuju na mnoge tradicionalne teme stoičke filozofije poput preziranja smrti, postojanosti mudraca i vrline kao vrhovnoga dobra. Pisma su većinom usredotočena na unutarnji život i na radost koja proizlazi iz mudrosti. Naglašava stoičku temu da je vrlina jedino istinsko dobro, a porok jedino istinsko zlo. Više puta se poziva na kratkoću života i prolaznost vremena.

### Prirodoslovlje
Prirodoslovni problemi (Naturales quaestiones) djelo je iz područja filozofije prirode koje je Seneka napisao oko 65. godine. To nije sustavna enciklopedija poput Poznavanja prirode Plinija Starijeg, iako s Plinijevim djelom predstavlja jedno od rijetkih rimskih djela posvećenih istraživanju prirodnog svijeta. Senekina ispitivanja prirode odvijaju se uglavnom kroz razmatranje stavova drugih mislilaca, kako grčkih tako i rimskih, premda nije bez originalnih misli. Jedna od najneobičnijih karakteristika djela jest to što Seneka obrazlaganje filozofije prirode kombinira s moralizirajućim epizodama koje, kako se čini, nemaju mnogo veze s glavnim predmetom djela. U posljednje se vrijeme proučavanje Prirodoslovnih problema velikim dijelom usredotočuje upravo na objašnjavanje ove značajke djela. Često se sugerira da je svrha ove kombinacije etike i filozofske "fizike" ukazivanje na usku povezanost između ova dva dijela filozofije, u skladu s postavkama stoicizma.
U djelu raspravlja najviše o meteorologiji i astronomiji, tj. o nebeskim pojavama uopće, a dijelom i o geografskim pitanjima. I iz uvoda, koji hvali upoznavanje i izučavanje prirode, i iz odabira tema očito je da je djelo sastavljeno u stoičkom duhu kakav je primjetan i u Manilijevoj Astronomiji: prirodne pojave – zvijezde, munje, potresi, erupcije, poplave – izučavaju se i opisuju ne iz puke ljudske radoznalosti ili želje za znanjem, nego s moralno-filozofskim ciljem upoznavanja samoga božanstva, pošto je Svemir izjednačen s Bogom.

### Tragedije
Od deset tragedija koje su se u antici pripisivale Seneki danas se smatra da ih je osam sigurno napisao on: Bijesni Herkul (Hercul furens), Medeja (Medea), Trojanke (Troades), Fedra (Phaedra), Agamemnon (Agamemnon), Edip (Oedipus), Feničanke (Phoenissae) te Tijest (Thyestes). To su sve fabulae crepidatae, tj. rimske tragedije s grčkom tematikom, i u svima je očit prodor proznih, retoričkih elemenata u pjesničko tkivo. Većina znanstvenika smatra da ove drame nisu bile namijenjene scenskoj izvedbi, pa je to uvjetovalo i njihovu strukturu: radnja im nema unutarnje dinamike, a likovi su statični i ne razvijaju se tijekom radnje; efektni prizori, bogati patetikom, izmjenjuju se s pregnantno stiliziranim i često sofistički koncipiranim dijalozima; monolozi pokazuju težnju ka retoričko-deklamatorskom analizom osjećaja; korske su pjesme metrički raznolike i većinom obrađuju moralno-filozofske teme; iako umiju biti fino psihološki analizirani, Senekini junaci, prožeti jakim strastima, ostaju jednobojni, jer su odmah na početku drame dani u svim nijansama.
Seneki se ponekad pripisuje i tragedija Herkul na Eti (Hercules Oetaeus), ali zbog mnogih slabosti neki pomišljaju da ova duga i monotona drama ipak nije Senekino djelo.
Seneki se ranije pripisivala i Oktavija (Octavia), jedina sačuvana preteksta, tj. tragedija s rimskom tematikom. Djelo obrađuje tragičnu sudbinu Neronove žene Klaudije Oktavije, koju je Neron prognao i potom ubio. U drami se kao jedan od likova javlja i sam Seneka, koji drži dug filozofsko-politički monolog, što je vjerojatno bio glavni razlog zbog kojega su izdavači Oktaviju smatrali Senekinim djelom. Danas se općenito smatra da Seneka nije autor Oktavije, pošto je sastavljena nakon Senekine smrti.

### Apokolocintoza
Još nakon smrti cara Klaudija objavio je Seneka oštru i duhovitu satiru Pretvorba božanskog Klaudija u tikvu (Apocolocyntosis divi Claudii), u rukopisima sačuvanu pod naslovom Šala o Klaudijevoj smrti (Ludus de morte Claudii). U obliku menipske satire, gdje se miješaju proza i stih, pisac se osvetio caru za osmogodišnje progonstvo u koje ga je bio 41. godine poslao na Mesalinin nagovor.
Uz djelomičnu iznimku Petronijevog Satirikona, to je jedino djelo koje pripada žanru menipske satire, a u potpunosti se sačuvalo iz antike do današnjih dana. Napisano je na samom početku Neronove vladavine i izvrguje ruglu apoteozu njegova prethodnika Klaudija, pri čemu se "tikvom" možda aludira na Klaudijevu tupavost. Ovo neveliko djelo, koje se sastoji od petnaest kratkih poglavlja, opisuje dolazak pokojnog cara na nebo, teškoće oko utvrđivanja njegovog identiteta te prijedlog božanskog cara Augusta da Klaudija, zbog svih zločina koje je počinio, treba baciti u podzemni svijet. Tu susreće svoje žrtve i potom bude izveden na sud pred Eaka, koji sasluša samo optužbu i naposljetku dodijeli Klaudija jednom od njegovih oslobođenika, da mu pomaže kod suđenja.

### Izgubljena djela
Seneka je bio plodan autor koji je pisao na različite teme. Osim njegovih govora, izgubljena su nam mnoga filozofska i znanstvena djela čiji naslovi govore o širini njegova interesa: Filozofija morala (Moralis philosophiae libri), O dužnostima (De officiis), Pozivi na filozofiranje (Exhortationes), O preranoj smrti (De immatura morte), O praznovjerju (De superstitione, citira ga Augustin u Državi Božjoj, VI,10–11), O braku (De matrimonio), Kako treba čuvati prijateljstvo (Quomodo amicitia continenda sit), te geografski i prirodoslovni spisi O položaju Indije (De situ Indiae), O položaju Egipta i njegovim hramovima (De situ et sacris Aegyptiorum), O potresu (De motu terrarum), O obliku svijeta (De forma mundi), O prirodi kamenja (De lapidum natura), O prirodi riba (De piscium natura).

### "Pseudo-Seneka"
Razni antički i srednjovjekovni tekstovi pripisivani su Seneki, primjerice De remediis fortuitorum. Njihovi nepoznati autori zajednički se zovu "Pseudo-Seneka". Čini se da barem neki od tih spisa čuvaju i prilagođavaju izvorni Senekih sadržaj, primjerice Obrazac čestitog života (Formula vitae honestae) ili O četiri kardinalne vrline za čestiti život (De differentiis quatuor virtutum vitae honestae) autora Martina Braškog (umro oko 580). Rani rukopisi čuvaju Martinov predgovor, gdje on jasno stavlja do znanja da je ovo bila njegova adaptacija, ali u kasnijim primjercima to je izostavljeno, pa su ti spisi kasnije u cjelini pripisivani Seneki.

## Jezik i stil
Seneka u rimskoj književnosti predstavlja vrhunac tzv. "novog stila", koji obilježavaju česte antiteze, kratke i britke poante i sentencije te isjeckanost izričaja, a koji je u Rim prenesen kao jedna inačicaa kićenog azijanskog stila što su ga prakticirali grčki retori. Kao i u životu, tako je i u svojim djelima Seneka težio za vanjskim učincima, pa se često stječe dojam da više brine o poentiranom izrazu ili patetičnoj deklamaciji nego o sadržaju misli koje pripovijeda, osobito u ranijim djelima. No, privlačnost njegovog opusa velikim dijelom leži upravo u pojedinostima i antitezama.

## Značaj i utjecaj

### Protokršćanski svetac
Senekini su spisi bili dobro poznati u kasnijem rimskom razdoblju, a Kvintilijan je, pišući trideset godina nakon Senekine smrti, primijetio popularnost njegovih djela među mladima. Iako je kod Seneke našao mnogo onoga što je bilo za divljenje, Kvintilian je kritizirao Seneku zbog, kako je smatrao, iskvarenog književnog stila, a tu je kritiku ponovio i Aulo Gelije sredinom 2. stoljeća.
Ranokršćanska crkva bila je vrlo blagonaklono raspoložena prema Seneki i njegovim spisima, a crkveni otac Tertulijan prisvojio ga je nazivajući ga "našim Senekom". Do 4. stoljeća nastala je apokrifna prepiska s apostolom Pavlom, koja povezuje Seneku s kršćanskom tradicijom. Pisma spominje Hijeronim, koji je Seneku također uvrstio na popis kršćanskih pisaca, a Seneku na sličan način spominje i Augustin. U 6. stoljeću Martin Braški sintetizirao je Senekinu misao u nekoliko rasprava koje su postale popularne same po sebi. Inače, Seneka je uglavnom bio poznat po velikom broju citata i izvoda u florilegijima, koji su bili popularni tijekom srednjovjekovnoga razdoblja. Kad su se njegovi spisi čitali u kasnijem srednjem vijeku, to su uglavnom bila njegova Pisma Luciliju o moralu, dok su duži eseji i drame bili relativno nepoznati.
Srednjovjekovni pisci i djela nastavili su Seneku povezivati s kršćanstvom zbog njegove navodne povezanosti s apostolom Pavlom. Zlatna legenda, hagiografski prikaz slavnih svetaca iz 13. stoljeća, koji se široko čitao, sadržavala je i prikaz Senekine scene smrti, a Nerona je pogrešno predstavila kao svjedoka Senekinog samoubojstva. Dante je Seneku (uz Cicerona) smjestio među "velike duhove" u Prvom krugu pakla ili Limbu. Boccaccio, koji je 1370. godine tijekom pregledavanja knjižnice u Montecassinu naišao na Tacitova djela, napisao je izvještaj o samoubojstvu Seneke nagovještavajući da je to bila neka vrsta prikrivenog krštenja ili de facto krštenje u duhu. Neki su, poput Albertina Mussatoa i Giovannija Colonne, otišli još dalje i zaključili da je Seneka morao biti kršćanski obraćenik.

### Moderno doba
Seneka ostaje jedan od rijetkih popularnih rimskih filozofa iz tog razdoblja. Ne pojavljuje se samo kod Dantea, već i kod Chaucera, u velikoj mjeri kod Petrarce, koji je njegov stil usvojio u vlastitim esejima i koji ga citira više od bilo kojeg drugog autoriteta, s iznimkom Vergilija. U renesansi su tiskana izdanja i prijevodi njegovih djela postali uobičajeni, uključujući Erazmovo izdanje i komentar Jeana Calvina. Ivan Salisburški, Erazmo i drugi slavili su njegova djela. Francuskog esejista Montaignea, koji je u svojim Esejima dao žustru obranu Seneke i Plutarha, Pasquier je i samog smatrao "francuskim Senekom". Slično tome, Thomas Fuller pohvalio je Josepha Halla kao "našeg engleskog Seneku". Mnogi koji njegove ideje nisu smatrali osobito originalnim i dalje su tvrdili da je on značajan autor, jer grčke filozofe čini pristupačnijim i razumljivijim. Njegovo samoubojstvo također je popularna tema u umjetnosti, od slike Senekina smrt Jacques Louisa Davida iz 1773. godine, pa sve do filma Quo Vadis iz 1951. godine.
Čak i pored divljenja koje su mu iskazivale ranije skupine intelektualaca, Seneka je bio predmetom kritika. U svoje vrijeme optuživan je za licemjerje ili, barem, za ne baš "stoički" način života. Kad je protjeran na Korziku, napisao je molbu za povratak iz progonstva koja je bila prilično nespojiva s njegovim zagovaranjem jednostavnog života i prihvaćanjem sudbine. U svojoj Apokolocintozi ismijavao je Klaudijevo ponašanje i politiku, a dodvoravao se Neronu, kao što je objavljivanje da će Neron živjeti duže i biti mudriji od legendarnog Nestora. Tvrdnje Publija Suilija Rufa da je Seneka stekao nekih "tristo milijuna sestercija" Neronovom naklonošću vrlo su pristrane, ali odražavaju stvarnost da je Seneka bio i moćan i bogat. Robin Campbell, engleski prevoditelj Senekinih pisama, piše da se "tipična kritika Seneke tijekom stoljeća [sastojala u] ... očitom kontrastu između njegovih filozofskih učenja i njegove životne prakse".
Gerolamo Cardano je 1562. napisao jednu apologiju pod naslovom Encomium Neronis, tiskanu u Baselu, u kojoj hvali Nerona. Spis je vjerojatno bio zamišljen kao izmišljeni encomium, koji preokreće prikaz Nerona i Seneke kakav se pojavljuje u Tacitu. U ovom djelu Cardano je Seneku prikazao kao prevaranta najgore vrste, praznog retoričara koji je samo razmišljao o tome kako da prigrabi novac i moć, nakon što je zatrovao um mladog cara. Cardano je izjavio da je Seneka zaslužio smrt.
Među povjesničarima koji su pokušali ponovno procijeniti Seneku nalazi se i znanstvenica Anna Lydia Motto, koja je 1966. godine ustvrdila da se negativna slika o Seneki temelji gotovo u potpunosti na Sulijevom iskazu, dok su izgubljeni iskazi mnogih drugih, koji su ga mogli hvaliti:
"Dakle, nisu nam sačuvani podaci o Senekinu životu, osim očajnog mišljenja Publija Suilija. Zamislite kakvu bismo jalovu sliku imali o Sokratu da nam nisu sačuvana Platonova i Ksenofontova djela i da smo potpuno ovisni o Aristofanovom opisu ovog atenskog filozofa. Svakako, imali bismo jako iskrivljenu i pogrešnu predodžbu. Takva nam je predodžba sačuvana o Seneki, ako ćemo se osloniti samo na Suilija". 
Noviji radovi mijenjaju dominantnu percepciju Seneke kao pukog prenositelja već postojećih ideja te ukazuju na originalnost u Senekinom doprinosu povijesti ideja. Ispitivanje Senekina života i mišljenja u odnosu na suvremeno obrazovanje i psihologiju osjećaja otkriva važnost njegove misli. Primjer,ice Martha Nussbaum u svojoj raspravi o želji i emociji uključuje Seneku među stoike koji su dali važne uvide i perspektive o osjećajima i njihovoj ulozi u našem životu. Posvećujući posebno poglavlje Senekinom liječenju bijesa i upravljanju bijesom, ona pokazuje kako Seneka procjenjuje štetnu ulogu nekontrolirane ljutnje i njezinih patoloških veza. Nussbaum je kasnije proširila svoje ispitivanje na Senekin doprinos političkoj filozofiji te je ukazala na znatnu suptilnost i bogatstvo u njegovim razmišljanjima o politici, obrazovanju i pojmovima globalnog građanstva i pronašla osnovu za reformu obrazovanja u Senekinim idejama, koje je iskoristila da predloži oblik modernog obrazovanja koji izbjegava i uski tradicionalizam i potpuno odbacivanje tradicije. Drugdje je Seneka zabilježen kao prvi veliki zapadnjački autor koji je promišljao o složenoj prirodi i ulozi zahvalnosti u ljudskim odnosima.

### Značajni fiktivni prikazi
Seneka se pojavljuje kao lik u Monteverdijevoj operi L'incoronazione di Poppea (Popejina krunidba) iz 1642. godine, koja se temelji na pseudo-Senekinoj drami Oktavija. U drami Neron, car Rima Nathaniela Leeja iz 1675. godine, Seneka pokušava odvratiti Nerona od njegovih egomanijakalnih planova, ali bude bačen u tamnicu i umire izvan scene. Lik Seneke pojavljuje se u drami u stihu Roberta Bridgesa Neron, čiji drugi dio (objavljen 1894.) kulminira Senekinom smrću. Seneka se pojavljuje u prilično manjoj ulozi u romanu Henryka Sienkiewicza iz 1896. godine Quo Vadis, a u istoimenom filmu iz 1951. glumio ga je Nicholas Hannen. U knjizi Roberta Gravesa Bog Klaudije (Claudius the God) iz 1934. godine, koja predstavlja nastavak romana Ja, Klaudije, Seneka je prikazan kao nepodnošljiv sikofant. Predstavljen je kao laskavac koji prelazi na stoicizam samo kako bi se približio Klaudijevoj ideologiji. Tako Pretvorba u tikvu (Apokolocintoza) za Gravesa postaje iskaz nepodnošljivog dodvoravanja odvratnom Neronu i ruganja čovjeku pred kojim je Seneka godinama puzao. Povijesni roman Kočija duše (Chariot of the Soul) Linde Proud prikazuje Seneku kao odgajatelja mladog Togidubna, sina atrebatskog kralja Verike, tijekom njegovog desetogodišnjeg boravka u Rimu.